# John Moncur
John Frederick Moncur (* 22. September 1966 in Stepney) ist ein ehemaliger englischer Fußballspieler. Als zweikampfstarker Mittelfeldspieler war er vor allem als langjähriger Spieler in der Premier League von West Ham United in der zweiten Hälfte der 1990er-Jahre bis kurz nach dem Jahrhundertwechsel bekannt.

## Sportlicher Werdegang
Moncur war Teil der Jugendmannschaften von Tottenham Hotspur, aber nach dem Übergang in den Seniorenbereich im Jahr 1984 ließ der sportliche Durchbruch lange auf sich warten. Bis ins Jahr 1992 hinein agierte Moncur zumeist in der Reservemannschaft der „Spurs“ und lediglich in den Spielzeiten 1987/88, 1989/90 (jeweils fünf Erstligaeinsätze) und 1990/91 (neun Partien) – davon jedoch nur knapp die Hälfte als Mitglied der Startelf – erhielt er nennenswerte Bewährungschancen in der höchsten englischen Spielklasse unter Trainer Terry Venables. Zwischendurch wurde er in der Saison 1986/87 an die Doncaster Rovers (3. Liga) und Cambridge United (4. Liga) ausgeliehen. Es schlossen sich in den folgenden beiden Spielzeiten Kurzengagements beim FC Portsmouth (2. Liga) und FC Brentford (3. Liga) an. Zu Beginn der Saison 1991/92 spielte er ab Ende Oktober 1991 für den Zweitligisten Ipswich Town, bevor ihn Ende März 1992 sein Ex-Tottenham-Mitspieler Glenn Hoddle, der mittlerweile Trainer des Zweitligisten Swindon Town geworden war, für eine Ablösesumme von 80.000 Pfund verpflichtete.
Nach ersten Einsätzen zum Abschluss der Saison 1991/92 bei seinem neuen Verein, wurde er zu Beginn der Spielzeit 1992/93 regelmäßig in die Mittelfeldachse von Swindon Town eingebunden. Verletzungsprobleme sorgten zwar zunächst für zahlreiche Ausfälle, aber nachdem seine Mannschaft die Play-off-Spiele zum Aufstieg in die Premier League erreicht hatte, feierte er sein Comeback und verdrängte dabei den altgedienten Micky Hazard. In allen drei Ausscheidungspartien – zunächst in den Halbfinalspielen gegen die Tranmere Rovers und danach im siegreichen Finale gegen Leicester City – zeigte Moncur eine gute Leistung und steuerte im Rückspiel gegen Tranmere einen eigenen Treffer bei. In seiner ersten Premier-League-Saison 1993/94 verpasste Moncur nur ein Spiel und schoss Swindos erstes Erstligator in der Vereinsgeschichte mit einem Freistoßweitschuss zur Saisoneröffnung gegen Sheffield United (1:3). Das Stelldichein in der Premier League endete für Swindon nach nur einem Jahr als abgeschlagener Tabellenletzter, aber Moncur galt als einer der wenigen Lichtblicke, der mit hoher Einsatzbereitschaft im zentralen Mittelfeld Regie zu führen versuchte. Schlagzeilen machte sein Zweikampf mit Éric Cantona von Manchester United, als dieser nach einem verlorenen Ball auf Moncur trat und dafür des Feldes verwiesen wurde. Als der Abstieg feststand, mehrten sich die Gerüchte, dass Moncur den Verein verlassen würde. Schließlich meldete im Juni 1994 West Ham United Interesse an ihm an und für eine Ablösesumme von 900.000 Pfund heuerte er bei dem Verein, dem er als Kind bereits angehangen hatte, an.
In seinen ersten beiden Jahren absolvierte Moncur für West Ham 50 Premier-League-Spiele und neben seinen Fähigkeiten vor allem im Passspiel sorgte seine Zweikampfhärte dafür, dass er sich zu einem Publikumsliebling entwickelte. Kehrseite der Medaille war jedoch, dass gelegentliche Sperren für unerwünschte Zwangspausen sorgten. Auch mit einer hartnäckigen Leistenverletzung hatte er in der Saison 1995/96 zu kämpfen, so dass seine Leistung stagnierte. Gegen Ende der Spielzeit 1996/97 wurde er dann wieder ein wichtiger Faktor im Kampf um den Klassenerhalt und seine beiden einzigen Saisontore sorgten für zwei 1:0-Erfolge gegen Leicester City. Sechs weitere Jahre verbrachte Moncur bei den „Hammers“, wobei er gegen Ende seiner Laufbahn häufig als Ersatzmann oder aus taktischen Gründen eingesetzt wurde. Sein letztes Spiel fand anlässlich einer 1:3-Niederlage beim noch amtierenden Meister FC Arsenal am 19. Januar 2003 statt und der Abstieg aus der Premier League markierte das Ende seiner Profilaufbahn. Gut vier Jahre später wurde sein Sohn George in die Akademie von West Ham United aufgenommen und wurde später selbst Profifußballer.

## Titel/Auszeichnungen
- UEFA Intertoto Cup: 1999